# Krutihlav
Krutihlav je rod ptáků z čeledi datlovitých. Jsou známy dva druhy, evropský krutihlav obecný (Jynx torquilla) a subsaharský krutihlav rezavokrký (Jynx ruficollis). Jde o jediný rod podčeledi Jynginae, která stojí zcela na bázi datlovitých.